# Ollie Matson
Ollie Genoa Matson II (* 1. Mai 1930 in Trinity, Texas; † 19. Februar 2011 in Los Angeles, Kalifornien) war ein US-amerikanischer American-Football-Spieler und Leichtathlet. Er spielte als Halfback/Fullback und Flanker in der National Football League (NFL), unter anderem bei den Chicago Cardinals und den Los Angeles Rams.

## Sportlaufbahn

### Collegefootball
Ollie Matson und sein Zwillingsbruder wurden in Texas geboren. Als Teenager zog er zusammen mit seiner Mutter nach Kalifornien. In San Francisco besuchte er die High School und war dort ein gefeierter Footballspieler und Leichtathlet. Er studierte nach seinem Schulabschluss 1948 am College of San Francisco und von 1949 bis 1951 an der University of San Francisco. Von der dortigen Footballmannschaft wurde er als Fullback eingesetzt. An der University of San Francisco spielten zahlreiche spätere Profispieler, wie Bob St. Clair, Dick Stanfel oder Gino Marchetti.
Verletzungsbedingt erhielt Matson 1950 nur wenig Einsatzzeit. Im folgenden Jahr blieb er mit seiner Mannschaft in der regular Season ungeschlagen. Er selbst konnte 21 Touchdowns zu diesem Erfolg beisteuern. Die niederlagenfreie Saison 1951 brachte den „Dons“ die Berechtigung zur Teilnahme am Orange Bowl ein. Da die Verantwortlichen dieses Spiels darauf bestanden, dass die Mannschaft aus San Francisco ohne ihre dunkelhäutigen Spieler antritt, was auch den Ausschluss von Ollie Matson bedeutet hätte, entschloss sich das Team die Teilnahme an dem Bowlspiel abzulehnen. Aufgrund seiner Leistungen als Spieler wurde Matson zum All-American gewählt. Seine 21 erzielten Touchdowns waren Landesrekord. Unmittelbar nach der Saison wurde die Footballmannschaft des Colleges aufgelöst und Matson wurde als Leichtathlet zum Olympiateilnehmer.

### Leichtathletik
Bereits auf der High School und auf dem College bewies Matson sein Talent als Leichtathlet. Die Strecke über 440 Yards lief er in 47 Sekunden. 1952 wurde er für das amerikanische Olympiateam nominiert und nahm an den Olympischen Sommerspielen in Helsinki teil. Ollie Matson gewann im Sprint über 400 Meter die Bronzemedaille und im 4-mal-400-Meter-Staffellauf zusammen mit Charles Moore, Mal Whitfield und Gene Cole die Silbermedaille. Unmittelbar nach den Spielen beendete Matson zugunsten seiner Karriere als Profifootballspieler seine Leichtathletikkarriere.

### Profifootball
Im NFL Draft 1952 wählten die Chicago Cardinals Ollie Matson in der ersten Runde als dritten Spieler aus. Die Cardinals setzten Matson in seinem Rookiejahr als Fullback ein, ab 1954 wechselte er auf die Position des Halfbacks. Die Saison 1953 musste Matson aussetzen, er hatte seinen Wehrdienst in der U.S. Army abzuleisten. Ab 1959 spielte Matson für die Los Angeles Rams, die ihn auf der Position eines Fullbacks und Flankers einsetzten. Um sich die Rechte an ihm zu sichern, waren die Rams gezwungen, neun Spieler im Austausch für ihn an die Chicago Cardinals abzugeben. 1963 wechselte Matson zu den Detroit Lions und 1964 zu den Philadelphia Eagles. Nach der Saison 1966 beendete er in Philadelphia seine Laufbahn.
Matson konnte mit keiner seiner Mannschaften in die Play-offs einziehen. Dem mangelhaften Mannschaftserfolg standen jedoch die individuellen Statistiken von Matson gegenüber. Ihm gelangen in seiner Laufbahn insgesamt 73 Touchdowns, 4,2 % seiner Kickoff-Returns konnte er zu Touchdowns verwerten. Er befindet sich damit auf Platz 5 der ewigen NFL-Bestenliste.

## Abseits der Laufbahn
Ollie Matson war verheiratet und hat vier Kinder. Er war nach seiner Spielerlaufbahn als Footballtrainer an verschiedenen Schulen und Universitäten tätig. Unter anderem trainierte er die Mannschaft der Los Angeles High School und war Assistenztrainer am San Diego State College. Matson lebte seit seiner Spielzeit bei den Rams in Los Angeles. Im Alter war Matson dement und sprach den letzten vier Lebensjahren kein Wort mehr. Seine Leiche wurde verbrannt. Sein Gehirn wurde postum pathologisch untersucht, und es fanden sich gravierende Symptome für die neurodegenerative Erkrankung chronisch-traumatische Enzephalopathie.

## Ehrungen
Ollie Matson spielte sechsmal im Pro Bowl, dem Abschlussspiel der besten Spieler einer Saison. 1956 wurde er zum Pro Bowl MVP des Spiels ernannt. Siebenmal wurde Matson zum All-Pro gewählt. Er ist Mitglied im NFL 1950s All-Decade Team, College Football Hall of Fame, in der Pro Football Hall of Fame und in der Philadelphia Eagles Hall of Fame. Die Arizona Cardinals ehren ihn im Sun Devil Stadium auf dem Ring of Honor.